# 三芳村 (千葉県)
三芳村（みよしむら）は、かつて千葉県安房郡に存在した村。旧平郡の一部を含む。館山都市圏に属していた。
平成の大合併に伴い2006年（平成18年）3月20日に、同じ安房郡内の富浦町、富山町、丸山町、和田町、千倉町、白浜町と新設合併し、南房総市となったため消滅した。千葉県で最も人口が少ない自治体であった。

## 地理と史跡
房総半島南部に位置する。内陸に位置するため周辺の市町よりも冷涼な気候である。「南房総に雪降らずとも、三芳村には雪が降る」ともいわれる。
古くは安房国の国府が置かれた。
平家の落人伝説が残る増間集落では、「増間のばか話」が昔話として今にも伝承されている。
日枝神社の弓道行事の伝統をくみ、弓道に長じた村民もおり、村営の弓道場も建設された。
増間の日枝神社では、毎年3月1日に御神的神事と呼ばれる行事によって、その年の豊作を占っている。
関東大震災前までは、増間に温泉が湧いており、南房総唯一の湯治場としても栄えた。純農村でありながら、卓越した村の経営から、まほろばの里とも呼ばれる。周囲の集落では、「三芳の人は、頭がいい」と昔から言われている。実際に、三芳村の農業経営をモデルに地域振興を図る例は数多くある。
南総里見八犬伝の舞台となった土地であり、八犬伝の幼犬八房の出生の地とされ、里見城の本城「滝田城」が現在も遺跡として残っている。
太平洋戦争中は人間爆弾「桜花」の秘密基地が築かれ、知恩院には桜花発射台のレールが保存されている。また、桜花の発射台は、地元の人には「滑走路」とよばれ、日東バスの平山バス停から徒歩約3分の山中に現存している。三芳村の平和会が、年に約3回程度草刈りをして手入れしている。

### 合併前隣接していた自治体
- 館山市
- 安房郡：富山町、富浦町

## 歴史
- 1953年（昭和28年）5月1日 - 滝田村、国府村、稲都村が合併して新設（村名は、3村の発展を求めて命名されたもの）。
- 2006年（平成18年）3月20日 - 富浦町、富山町、白浜町、千倉町、丸山町、和田町と合併し南房総市を新設[1]。同日三芳村廃止。

## 産業

### 農業
- みかん[10][11]
- 酪農
- 菜の花

## 学校

### 小学校
- 三芳村立三芳小学校

### 中学校
- 三芳村立三芳中学校

## 観光
- 観光温室 夢の花かん - 1994年（平成6年）5月7日開館[12]
- みるく工房 - 1994年（平成6年）4月7日完成[13]
- 道の駅三芳村 - 2000年（平成12年）2月2日に開業[14]
- 延命寺
- 坊滝 - 増間ダムの上流にある滝[15]
- 仮家塚遣跡 - 弥生時代の円形周溝墓や[16]7基の方形周溝墓が発見された[17]

## 姉妹都市
- ファーンデイル市（アメリカ合衆国ワシントン州）
  - 1991年（平成3年）10月18日 姉妹都市提携に調印[18]。 昭和63年に村の活性化を図るため、村おこしグループ「あーする会」（男性）・「こーする会」（女性）を発足。「あーする会」が平成2年度にアメリカからジャンボかぼちゃの種を入手し、秋に第1回ジャンボ・パンプキン・コンテストを開催した。この種が縁となりファーンデイル市で行われた、かぼちゃコンテストを視察し、市長はじめ多くの市民の歓迎を受け「市の鍵」をプレゼントされた。その後も活発な交流が行われ、平成3年10月、三芳村にて、ファーンデイル市長一行11名の代表団を迎え、姉妹都市提携の調印となった。